# Aleksandar Džombić
Aleksandar Džombić (Banja Luka, 1968.), političar iz BiH, predsjednik Vlade Republike Srpske od 29. prosinca 2010. do 25. veljače 2013. Prije je obnašao i dužnost ministra financija tog entiteta.
Osnovnu i srednju školu završio je u Banjoj Luci, a diplomirao na Ekonomskom fakultetu Sveučilišta u tom gradu. Radio je u Gradskoj upravi Banja Luka, u Kristal banci AD Banja Luka kao referent, šef službe i rukovoditelj projekta, te u Agroprom banci AD Banja Luka kao ravnatelj. Prije izbora za ministra financija, obavljao je funkciju izvršnog direktora u Novoj banci AD Bijeljina. Po pripadnosti narodu je Srbin. Krajem veljače 2013. podnio je ostavku na mjesto predsjednika Vlade Republike Srpske ().